# Песчанка (Волгоград)
Песчанка — микрорайон (бывшее село) в Советском районе Волгограда. Расположен при балке Песчаной (правый реки Червлёная — бассейн реки Дон) в 21 км к западу от центра города. Ближайшая железнодорожная станция Максима Горького расположена в 2,8 км к северу от микрорайона.

## История

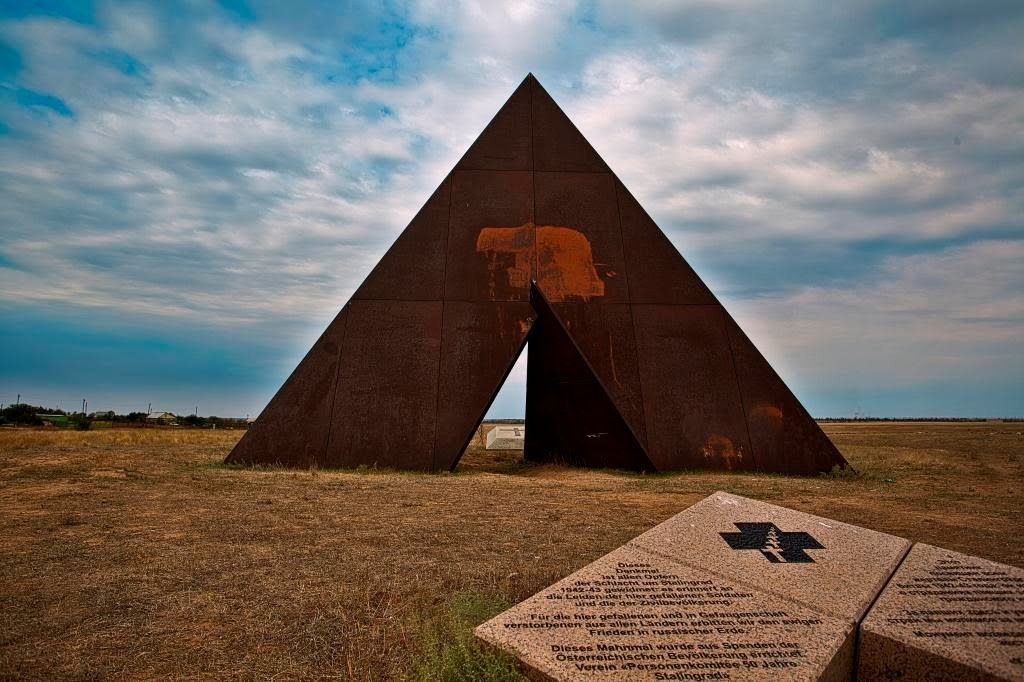
Памятник австрийским солдатам в Песчанке

Основано как село Червленоразное 1832 году в составе Отрадинской волости Царицынского уезда Саратовской губернии. Населено однодворцами, прибывшими по вызову правительства из Курской губернии. К 1859 году население села составляло более 1500 жителей.
В 1843 году построен деревянный храм. В 1866 году освящена церковь во имя святого Николая Чудотворца.
К 1918 году село переименовано в Песчанка. В 1919 году в составе Царицынского уезда включено в состав Царицынской губернии.
Постановлением ВЦИК РСФСР от 03 мая 1935 года в составе Сталинградского края с центром в селе Песчанка был образован Песчанский район. В 1938 году районный центр был перенесён из Песчанки в село Городище, район переименован в Городищенский район.
В период Сталинградской битвы в районе села шли ожесточённые бои. В районе села расположены две братские могилы советских воинов
По состоянию на 1953 год село входило в состав Городищенского района. Дата передачи в подчинение Волгоградского горсовета не установлена. По состоянию на 1988 год село Песчанка относилось к Горьковскому поссовету Советского района города Волгограда.
В 2010 году лишено статуса отдельного населённого пункта. Бывший посёлок городского типа в марте 2010 года включён в состав Советского района города Волгограда.

## Мемориал
В Песчанке находится мемориал в память жертв войны с обеих сторон. На памятном камне написано:
Этот мемориал посвящен всем жертвам сражения (1942/43 гг.). Он увековечивает страдания павших здесь солдат и мирного населения. Павшим воинам и погибшим в плену со всех стран молимся о вечном мире на русской земле
Оригинальный текст (нем.)Dieses Denkmal ist allen Opfern der Schlacht (1942/43) gewidmet. Es erinnert an die Leiden der hier gefallenen Soldaten und die der Zivilbevölkerung. Für die gefallenen Soldaten und in Gefangenschaft Verstorbenen aus allen Ländern erbitten wir den ewigen Frieden in russischer Erde

## Население
Динамика численности населения по годам:
| 1860 | 1883 | 1891 | 1894 | 1897 | 1911 |
| ---- | ---- | ---- | ---- | ---- | ---- |
| 1517 | 1229 | 1311 | 1612 | 1358 | 1740 |